# Galenia procumbens
Galenia procumbens är en isörtsväxtart som beskrevs av Carl von Linné d.y.. Galenia procumbens ingår i släktet galenior, och familjen isörtsväxter. Inga underarter finns listade i Catalogue of Life.